# Autobahn Raser
Autobahn Raser es un videojuego de carreras de 1998 desarrollado por Davilex Games y publicado por Koch Media para Microsoft Windows. Es la versión alemana de A2 Racer, el segundo juego de la serie Racer de Davilex (el primero es A2 Racer) y primer juego de la subserie Autobahn Raser. Este juego cambia el escenario de la autopista A2 holandesa a la Autobahn alemana.

## Trama
La historia de fondo se cuenta en un Full Motion Video cuando comienza el juego. El juego trata sobre una sociedad secreta llamada "Autobahn Raser", a la que te unes como participante. Este sindicato existe desde hace más de 20 años y es supervisado por la policía. Todos los años intentan detener a los corredores sin éxito. El objetivo de las carreras anuales es siempre Berlín, y el piloto con el menor tiempo total gana la carrera.

## Jugabilidad
El juego admite varios perfiles para guardar las puntuaciones del juego. Las carreras constan de 9 etapas, cada una de las cuales consta de un recorrido por la ciudad y un viaje por autopista. Las etapas se conducen cada una con otros tres conductores, siempre usan los modelos de automóvil que tienen datos similares a los de su propio vehículo. Durante la conducción, las colisiones causan daños, que se muestran en una barra. Con un mayor daño, el automóvil se vuelve más difícil de conducir. Si la pantalla de daños se llena mientras conduce, aparece un automóvil en la vigilancia de tráfico y repara el daño de forma gratuita, pero pierde un tiempo valioso. También hay una simulación de gasolina y las etapas contienen al menos una gasolinera. Si no se detiene allí, aparece un automóvil de vigilancia de tráfico y el jugador recibe suficiente gasolina para llegar a la siguiente estación de servicio o al final de la etapa. Los otros tres conductores simulados no tienen simulación de daños y gasolina. Las etapas contienen señales de tráfico y radares de tráfico que casi siempre se pueden evitar, así como vehículos policiales que siguen al conductor si no se respeta el límite de velocidad. En las etapas de la ciudad, puede "ser más astuto" conduciendo en sentido contrario; en las autopistas, esto no funciona debido a las barandillas.

## Compatibilidad
El motor del juego usa DirectX 5 y puede usar renderizado de software para mostrar los gráficos en resoluciones de 320×200 y 640×480, también es posible usar aceleradores 3D que admitan al menos DirectX 5 con una resolución de 640×480 para usar. Más configuraciones para el motor están disponibles en el programa separado Settings.exe en el directorio del juego. En las PC modernas con Windows XP, el juego puede bloquearse cuando se llena, desde Windows Vista el juego se bloquea cuando se carga el menú del juego.
Además del juego, el CD del juego también contiene una actualización a la versión 1.4, que corrige algunos errores. El soporte de datos también contiene numerosos controladores para el hardware que estaba actualizado en ese momento, así como un programa de utilidad.
También se ha publicado una versión de demostración, que solo contiene el escenario de Colonia.

## Vehículos disponibles
Hay siete coches disponibles en el juego. Al comienzo del juego, recibes un Trabant. Después de conducir una vuelta, obtienes dinero que puedes usar para comprar otros autos o para mejorar tu propio vehículo. Si tiene suficiente dinero, puede comprar otros vehículos, pero perderá el automóvil viejo y las actualizaciones.
| Nombre en el juego | Nombre real           | Velocidad máxima | Aceleración | Fuerza de frenado | Tracción |
| ------------------ | --------------------- | ---------------- | ----------- | ----------------- | -------- |
| Brabant            | Trabant               | 175 km/h         | 20 %        | 30 %              | 40 %     |
| Opol Astro         | Opel Astra            | 200 km/h         | 30 %        | 40 %              | 50 %     |
| Wolfswagen         | Volkswagen New Beetle | 250 km/h         | 50 %        | 60 %              | 70 %     |
| BWM Z3             | BMW Z3                | 300 km/h         | 70 %        | 80 %              | 90 %     |
| Parche 913         | Porsche 993           | 325 km/h         | 80 %        | 90 %              | 100 %    |
| Mersedes CLK       | Mercedes-Benz CLK GTR | 330 km/h         | 85 %        | 95 %              | 100 %    |
| Lambdaghini        | Lamborghini Diablo    | 350 km/h         | 90 %        | 100 %             | 100 %    |

| Nombre                       | Descripción                                                                    |
| ---------------------------- | ------------------------------------------------------------------------------ |
| Motor                        | Se mejoran la velocidad máxima y la aceleración                                |
| Neumáticos anchos            | Se aumentan la aceleración, la potencia de frenado y el agarre                 |
| Turbo                        | El vehículo recibe un Turbocompresor, que se puede utilizar con la tecla Ctrl. |
| ABS                          | Se mejora la fuerza de frenado                                                 |
| Transmisión de 6 velocidades | Se aumentan la velocidad máxima y la aceleración                               |
| Reparación                   | Repara daños al vehículo.                                                      |

## Etapas
| Tipo | Nombre             | Observaciones, lugares de interés                                                                                        |
| ---- | ------------------ | --- |
|      | Berlín             | Catedral de Berlín, Reichstag, Columna de la victoria, Iglesia conmemorativa, Tempelhof de Berlín, Puerta de Brandeburgo |
|      | Berlín - Hamburgo  | |
|      | Hamburgo           | Monumento a Bismarck, St. Peterskirche, Kunsthalle, Hauptbahnhof, Speicherstadt                                          |
|      | Hamburgo - Colonia | |
|      | Colonia            | Estación central, Catedral, Severinstor                                                                                  |
|      | Colonia - Múnich   | |
|      | Múnich             | Ángel de la paz, Siegestor, Palacio de Nympfenburg, Palacio de Justicia, Feldherrnhalle                                  |
|      | Múnich - Berlín    | |
|      | Berlín             | El mismo recorrido que en la primera etapa, pero con más obstáculos                                                      |